# قانون يانته

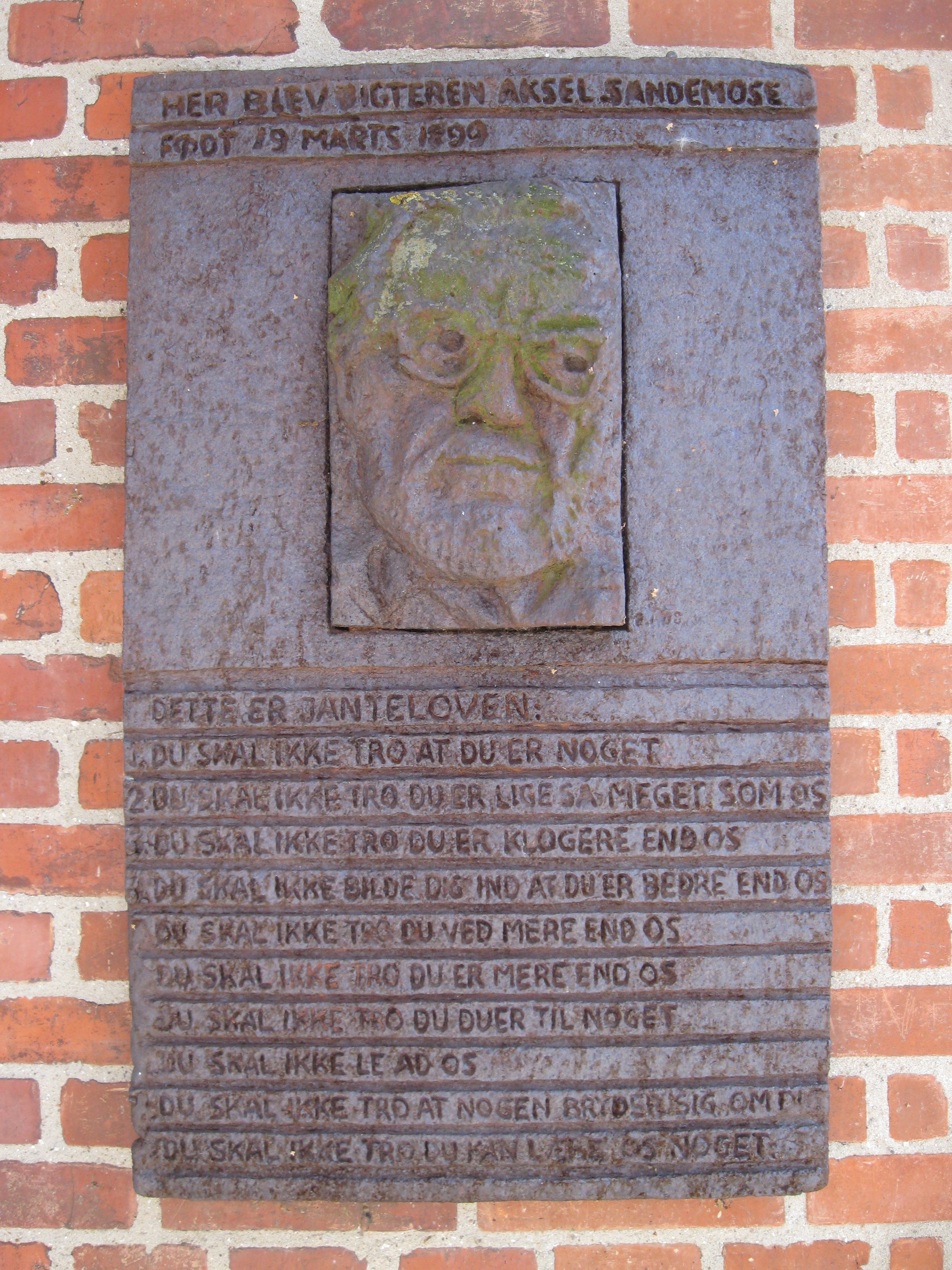

قانون يانته (بالدنماركية: janteloven) هو مفهوم وضعه وصاغه الكاتب النرويجي والدنماركي الاصل أكسيل ساندموس وأصبح فيما بعد يعرف بقانون يانته، جاء في كتابه «لاجيء يشرع بطريقه» الذي نشر لأول مرة سنة 1933.

## تعريف
ولد ساندموس في ني كوبنك مورس نيكوبينغ مورس ‏ في الدنمارك تلك المدينة التي سماها في كتابه «يانتلاند». الكتاب يحتوي على جملة من وصف لحالات وظواهر اجتماعية كان سائدة في مجتمع الدول الإسكندنافية كان قد انتقدها ساندموس حتى عد الكتاب فيما بعد بأنه اشبه بقانون اجتماعي الذي طبق في المجتمع دون ذكره في ضمنا كقانون.
كان ساندموس طالبا متفوقا على اقرانه عرف بموهبة مبكرة, ألا انه عاصر مجتمع حاول أن يطمسه وعدم الاعتراف به, مما دفع ساندموس إلى ترك البلدة التي ولد فيها والهجرة لأختلافه بالرأي السائد انذاك.
اشتهر كتابه هذا عند العامة وأصبح بمثابة تورة تغير الواقع السائد والازدواجية بيد ان كل من قرأ كتابه الذي انتقد بشده هذه الاراء أصبح يعترف ب الازدواجية والرأي المطلق.
واستطاع تغير فكرة كان المجتمع الدنماركي بالخصوص ولدى السكان دول الشمال بالعموم قد تبناهى لفترة طويلة. وفي الستينات والسبعينات من القرن الماضي أصبح الكل يتبع هذا المنهح حتى اولائك الذين لم يقرؤوا كتابه ورغم أن الفكرة أصبحت كقانون اجتماعي لايتخلى عنه في بعض أنحاء العالم.
ما كان سائدا في ذلك الوقت وجاء ذكره في كتابه:
1. أياك وأن تعتقد بأنك شخص مميز
2. أياك وأن تعتقد بأنك أفضل واطيب منا
3. لاتعتقد بأنك أفطن منا
4. لاتتخيل بأنك احسن وأفضل منا
5. لا تفكر بأنك تعرف أكثر منا
6. لا تعتقد بأنك أكثر أهمية منا
7. لا تعتقد بأنك تصلح لفعل شيء ما
8. سوف لن تضحك علينا
9. لاتعتقد بأن أحداً يكترث لك.
10. لاتعتقد بأننا سوف نتعلم شيء منك